# Love Live! The School Idol Movie
Love Live! The School Idol Movie (ラブライブ！ The School Idol Movie?, Rabu Raibu! The School Idol Movie) è un film d'animazione giapponese del 2015 diretto da Takahiko Kyōgoku e scritto da Jukki Hanada.
Si tratta del sequel conclusivo della serie animata di Love Live! School Idol Project, co-prodotta da Lantis, Sunrise e ASCII Media Works, incentrata sul gruppo idol delle μ's. È stato distribuito dalla casa di produzione giapponese Shochiku ed è uscito nelle sale giapponesi il 13 giugno 2015. Il film ha ricevuto un riscontro generalmente positivo al botteghino, restando per diverse settimane in cima alle classifiche degli incassi cinematografici in patria e classificandosi come ottavo film giapponese più remunerativo del 2015. Nel 2016 è stato candidato come miglior film d'animazione agli Awards of the Japanese Academy.

## Trama
Dopo la vittoria del precedente Love Live!, le μ's ricevono una notifica dagli organizzatori della competizione, i quali intendono organizzare un terzo evento, questa volta al Tokyo Dome. Per riuscire ad attirare più spettatori, chiedono quindi alle μ's di fare pubblicità all'evento esibendosi negli Stati Uniti. Nonostante le μ's avessero già deciso di sciogliersi, accettano di esibirsi per aiutare il Love Live! a raccogliere più visibilità.
Il gruppo arriva quindi a New York, dove inizia a prepararsi per l'esibizione. Mentre le ragazze visitano la città, la leader del gruppo Honoka si allontana dal resto del gruppo e si perde. Cercando di ritrovare il gruppo, incontra una ragazza che si esibisce per strada cantando una cover di As Time Goes By di Herman Hupfeld. Avendo suscitato, il suo interesse, Honoka le chiede di raccontare la sua storia e si rende conto di essere simile a lei, poiché anche la cantante suonava con il suo gruppo di amiche, ma poi dopo una serie di incontri ha finito per suonare da sola a New York. Riportata al suo hotel dalla cantante, Honoka si chiede quale sia la sua motivazione personale che la spinga a cantare, e quale possa essere il futuro delle μ's. Il soggiorno statunitense si conclude con l'esibizione del brano Angelic Angel del gruppo a Times Square e a Central Park.
Ritornate a Tokyo, le μ's scoprono di essere diventate ancora più popolari di prima grazie alla pubblicità fatta a New York, con l'intero quartiere di Akihabara tappezzato di pubblicità e prodotti del gruppo. Poiché i fan vorrebbero che le μ's continuassero a esibirsi, le ragazze iniziano a dubitare della loro decisione di sciogliersi, rendendosi conto di dover scegliere fra terminare l'attività da school idol, poiché i membri del terzo anno non sarebbero più state al liceo, o continuare come un gruppo di idol vero e proprio. Mentre Honoka riflette sulla decisione da prendere, Tsubasa Kira, la leader delle A-RISE, il gruppo rivale delle μ's per il Love Live!, la invita a un giro notturno e le parla della possibilità di prolungare la carriera delle μ's, proprio come hanno fatto loro, e le presenta la loro società di management.
Ancora indecisa su cosa fare, nel mezzo di un temporale Honoka ritrova la cantante incontrata a New York e, parlando con lei, prende la decisione di sciogliere il gruppo, organizzando però un festival memorabile per i fan. Volendo fare una grande esibizione, le μ's decidono di invitare le A-RISE e altri gruppi di school idol a questo evento. Il giorno del festival arriva, e le μ's si esibiscono insieme alle altre idol iniziando con la canzone Sunny Day Song.
L'anno scolastico successivo, al liceo Otonokizaka, Yukiho e Alisa, sorelle rispettivamente di Honoka e Eli, danno il benvenuto alle nuove arrivate al Club di Ricerca delle Idol e parlano loro degli obbiettivi del club e della storia delle μ's. La scena passa quindi al Tokyo Dome dove si sta tenendo il Love Live!. Le μ's, dopo essersi preparate nel backstage, si esibiscono con la loro ultima canzone Bokutachi wa Hitotsu no Hikari.

## Produzione
Il film è stato annunciato a giugno del 2014, al termine della seconda stagione dell'anime. A gennaio dell'anno successivo è stata resa nota la data di uscita del film, ovvero il 13 giugno 2015, come parte del progetto per il quinto anniversario del franchise.

## Colonna sonora
La colonna sonora del film è stata composta da Yoshiaki Fujisawa, che aveva già eseguito le musiche della serie animata.

### Album
Le tracce della colonna sonora sono state raccolte in un album dal titolo Notes of School Idol Days - Curtain Call, uscito il 5 agosto 2015. L'album ha raggiunto il quarto posto nelle classifiche settimanali Oricon in Giappone. Dall'album sono stati estratti tre singoli musicali in formato CD, contenenti le canzoni eseguite dal gruppo delle μ's durante il film.
Il primo singolo, Angelic Angel / Hello, Hoshi o Kazoete, è uscito il 1º luglio 2015 e contiene le canzoni Angelic Angel delle μ's e Hello, Hoshi o Kazoete (Hello,星を数えて? lett. "Ciao, conta le stelle"), eseguita da Riho Iida, Pile e Yurika Kubo. Il singolo si è classificato secondo nelle classifiche settimanali di Oricon e ha venduto 131 274 dischi in Giappone nel 2015, diventando il secondo singolo anime con più copie vendute dell'anno, dietro a Hello, world!/Colony dei Bump of Chicken.
Il secondo singolo Sunny Day Song / ?←Heartbeat è uscito l'8 luglio, contenente le canzoni Sunny Day Song delle μ's e ?←Heartbeat di Yoshino Nanjō, Aina Kusuda e Sora Tokui. Anche questo singolo ha raggiunto la seconda posizione nelle classifiche settimanali di Oricon e ha venduto 125 225 dischi in Giappone nel 2015, diventando il terzo singolo anime con più copie vendute dell'anno.
Il terzo singolo Bokutachi wa Hitotsu no Hikari / Future Style è uscito il 15 luglio. Il CD contiene le canzoni di Bokutachi wa Hitotsu no Hikari (僕たちはひとつの光? lett. "Noi siamo un'unica luce"), eseguita dal gruppo delle μ's, e Future style, eseguita da Emi Nitta, Aya Uchida e Suzuko Mimori. Anche questo singolo, come i due precedenti, si è classificato secondo nelle classifiche settimanali di Oricon e ha venduto 124 254 dischi in Giappone nel 2015, diventando il quarto singolo anime con più copie vendute dell'anno.

## Distribuzione
Love Live! The School Idol Movie è stato distribuito in Giappone da Shochiku. Il film è stato trasmesso nelle sale cinematografiche in patria dal 13 giugno al 23 agosto 2015.
In occasione del decimo anniversario dall'uscita dell'anime, il 15 marzo 2024 il film è stato ritrasmesso nelle sale cinematografiche giapponesi in 4DX.

### Data di uscita
Le date di uscita internazionali nel corso del 2015 sono state:
- 7 agosto a Taiwan[13]
- 3 settembre in Corea del Sud[14]
- 10 settembre in Nuova Zelanda[15]
- 11 settembre negli Stati Uniti[13]
- 12 settembre in Messico[13]
- 15 ottobre in Malaysia[16]
- 17 settembre a Singapore[17]
- 7 ottobre nelle Filippine[13]
- 18 ottobre nel Regno Unito[13]
- 21 ottobre in Indonesia[18]

### Edizioni home video
Love Live! The School Idol Movie è stato distribuito in formato blu-ray il 15 dicembre 2015, sia in edizione normale che in edizione limitata. Quest'ultima ha venduto 193 769 copie nella prima settimana, arrivando prima nella classifica settimanale Oricon dei blu-ray e DVD anime più venduti in Giappone.

## Accoglienza

### Incassi
Il film ha incassato circa 400 milioni di yen (circa 2,4 milioni di euro) nei primi due giorni dall'uscita, aggiudicandosi la prima posizione per gli incassi settimanali e per i biglietti venduti in Giappone. La settimana successiva il film ha incassato 261 milioni di yen (circa 1,6 milioni di euro), posizionandosi in seconda posizione per incassi dietro a Mad Max: Fury Road, ma rimanendo in prima posizione per biglietti venduti. La terza settimana il film ha incassato circa 267 milioni di yen, ritornando così in testa agli incassi in Giappone, venendo superato la settimana successiva da Avengers: Age of Ultron. A un mese dall'uscita, il film ha incassato circa 1,65 miliardi di yen (circa 10 milioni di euro).
Il film complessivamente ha incassato circa 2,86 miliardi di yen (circa 17 milioni di euro) in Giappone, il che lo rende l'ottavo film giapponese più redditizio del 2015, nonché il sesto film anime con più incassi dell'anno. Tali vendite hanno permesso inoltre a Love Live! The School Idol Movie di diventare il quinto film più redditizio distribuito da Shochiku dal 2000.
Negli Stati Uniti, Love Live! The School Idol Movie ha incassato 115840 $. In Corea del Sud, il film ha venduto 86 400 biglietti al 13 ottobre 2015, diventando il film anime con più vendite nel paese e superando il precedente traguardo di 76 397 biglietti detenuto da Evangelion: 1.0 You Are (Not) Alone.

### Critica
Nick Creamer di Anime News Network ha recensito il film, elogiandone l'esecuzione artistica e musicale, ma criticando la mancanza di novità nella trama, dichiarando che «non è l'apice della serie, ma è una ragionevole conclusione alla saga».

## Riconoscimenti
- 2016 – Tokyo Anime Award[31]
  - Miglior film d'animazione
- 2015 – Newtype Anime Awards[32]
  - Candidatura come miglior film d'animazione
- 2016 – Awards of the Japanese Academy[33]
  - Candidatura come miglior film d'animazione